# Miyuki Ueda
Miyuki Ueda (吉田 理保子?, Miyuki Ueda; Tokyo, 2 giugno 1944) è una doppiatrice giapponese (seiyū).

## Ruoli principali
- Lady Oscar - Maria Antonietta
- Combattler V - Chizuru Nanbara
- Vultus 5 - Sonya Okanin
- Lady Georgie - Mary Buttman
- La corazzata Yamato - Regina Starsha
- Gatchaman 2 - Dr. Pandora